# Ках, Дэнни
Дэниел "Дэнни" Ках (англ. Daniel "Danny" Kah; род. 5 мая 1967 года, в г.Ту-Уэллсе, Аделаиде, штат Южная Австралия) — австралийский, конькобежец, хоккеист, шорт-трекист; Двукратный призёр чемпионата мира в шорт-треке. Участвовал на Олимпийских играх 1988, 1992 и 1994 годов. Является старшим братом Джонни Каха, бывшего шорт-трекиста национальной сборной. Был знаменосцем от Австралии на открытии Олимпийских игр 1992 года.

## Биография
Родители Дэнни Ках были уроженцами Нидерландов, позже они эмигрировали в Австралию, где и родились Дэнни и его брат Джон. В возрасте пяти лет он стал на коньки и вступил в клуб конькобежцев. Вместе с братом они тренировались в хоккее на льду под руководством Джона Боттерилла. В 1983 году оба представляли Южную Австралию на турнире Tange Trophy.

## 1983-1985 года
Кроме того он прогрессировал в шорт-треке и уже в 15 лет выиграл чемпионат Австралии. В том же 1983 году он попал в национальную сборную и отправился в качестве запасного в Японию на чемпионат мира в Токио, где выиграл серебро в эстафете.
На следующем чемпионате в Питерборо он занял 3-е место на дистанции 1500 метров и в финале на 3000 метров стал 4-м, а в общем зачёте занял 6-е место. Как позже Дэнни вспоминал -" У меня было хорошее будущее в шорт-треке, но проблема была в том, что шорт-трек не был Олимпийским видом спорта. Чтобы попасть на Олимпиаду, а именно этого я действительно хотел, мне пришлось пойти в конькобежный спорт на длинную трассу. Потребовалось около пяти лет, чтобы пройти через ряды лонг-трека, чему способствовала отличная техника шорт-трека". В 1985 году на Универсиаде в Беллуно в шорт-треке Дэнни стал вторым на 500 метров, уступив только канадцу Луи Гренье и на 3000 метров выиграл золото.

## 1986-1991 года
В 1986 году на чемпионате мира в Инцелле в классическом многоборье Ках занял только 29 место в общем зачёте. На следующий год в Херенвене он поднялся на 27 место. В 1988 он участвовал на Олимпийских играх в Калгари, где занял 10 место на 5000 метров  и 14-е место на 1500 метров. В марте на мировом первенстве в Медео Дэнни занял уже 9-е место в многоборье. Через 2 года он повторил результат в Инсбруке. В 1991 году сначала выступил на чемпионате мира в Херенвене и занял высокое 7-е место, лучшее в его карьере на длинных дистанциях, а позже участвовал в спринтерском многоборье на чемпионате мира в Инцелле, где занял только 26 место. 

## 1992-1994 года
На Олимпиаде в Альбервилле Дэнни выступал на 4-х дистанциях, но самое высокое 12-е место занял на 10000 метров. Следом на чемпионате мира в Осло стал в многоборье 27-м. Через год в Осло поднялся на 18 место. После Олимпийских игр в Лиллехаммере, где Дэнни был 25-м на 1500 и 5000 метров, он завершил карьеру в лонг-треке. Ках несколько раз выигрывал чемпионат Австралии с 1983 по 1992 года, и до сих пор держит национальные рекорды на дистанциях 5000 и 10000 метров.

## После спорта
Дэнни Ках квалифицированный инженер-строитель, но спорт не оставил, он участвует на соревнованиях по велоспорту и несколько раз становился чемпионом национального мастерса по велоспорту в составе гоночной команды Charter Mason's Masters Racing team. В общей сложности он провёл восемь сезонов. Он также разработал, запатентовал, испытал и произвел прецизионный коньковый датчик Kah, который позволяет очень точно проверять цифровой радиус и изгиб лезвия конька. У Дэнни есть два сына Джошуа и Скайлер, которые пошли по его стопам и участвовали на своём первом чемпионате мира по шорт-треку в Роттердаме.

## Награды
- Введён в зал Славы Австралийских ледовых гонок